# Kitty Mattern
Kitty Mattern (28 de diciembre de 1912 – 14 de julio de 1998) fue una actriz teatral, cinematográfica y televisiva alemana.

## Biografía
Nacida en Viena, Austria, su verdadero nombre era Katharina Matfus. Estudiante del Realgymnasium, siendo niña actuó con la obra Fausto en el Burgtheater. Tras frecuentar el Seminario Max Reinhardt, ella debutó en 1937 en pequeños teatros de Viena llamados Kleinkunstbühne.
En 1938 emigró a los Estados Unidos, y fue actriz teatral en el circuito de Broadway hasta 1950. En 1950 recibió un primer premio a la mejor actriz joven, concedido por la compañía televisiva NBC. En 1951 se instaló en Los Ángeles, interpretando pequeños papeles en diferentes producciones estadounidenses menores. Sin embargo, después se consagró como actriz teatral en escenarios de Alemania y Austria, como el Teatro Hebbel en 1959, el Teatro de Cámara de Múnich en 1958 y 1964, y el Schlosspark Theater entre 1970 y 1972.
Una gran actuación en la comedia musical Prärie-Saloon, de Heinz Wunderlich y Lotar Olias en Berlín, le dio la oportunidad de actuar en la película Old Shatterhand, sustituyendo a Helen Vita.
En 1953 se casó con el actor Sig Arno. Tras la muerte de él en 1975, la actriz se instaló en Múnich, Alemania, ciudad en la que falleció en 1998.

## Filmografía
- 1960 : Five Fingers (serie TV, un episodio Folge)
- 1961 : Mrs. Billings' Scheidung (TV)
- 1963 : Mein Freund Jack (TV)
- 1963 : Einen Jux will er sich machen (TV)
- 1964 : Das Kriminalgericht, episodios Der Fall Nebe (serie TV, dos episodios)
- 1964 : Old Shatterhand
- 1968 : Hauptstraße Glück (serie TV)
- 1969 : Mamsell Nitouche (TV)
- 1969 : Spion unter der Haube (TV)
- 1969 : Gauner, Gelder und Giraffen (TV)
- 1970 : Kudammgeschichten (TV)
- 1971 : Chopin-Express (TV)
- 1971 : Das Feuerwerk (TV)
- 1972 : Die Geisha (TV)
- 1972 : Die Pulvermänner (serie TV)
- 1973 : Die Reise nach Mallorca (miniserie TV)
- 1976 : Tatort, episodio Annoncenmord (serieTV)
- 1977 : Das chinesische Wunder
- 1983 : Frühlingssinfonie
- 1986 : Tatort, episodio Riedmüller, Vorname Sigi (serie TV)